# Eugeniusz Geppert

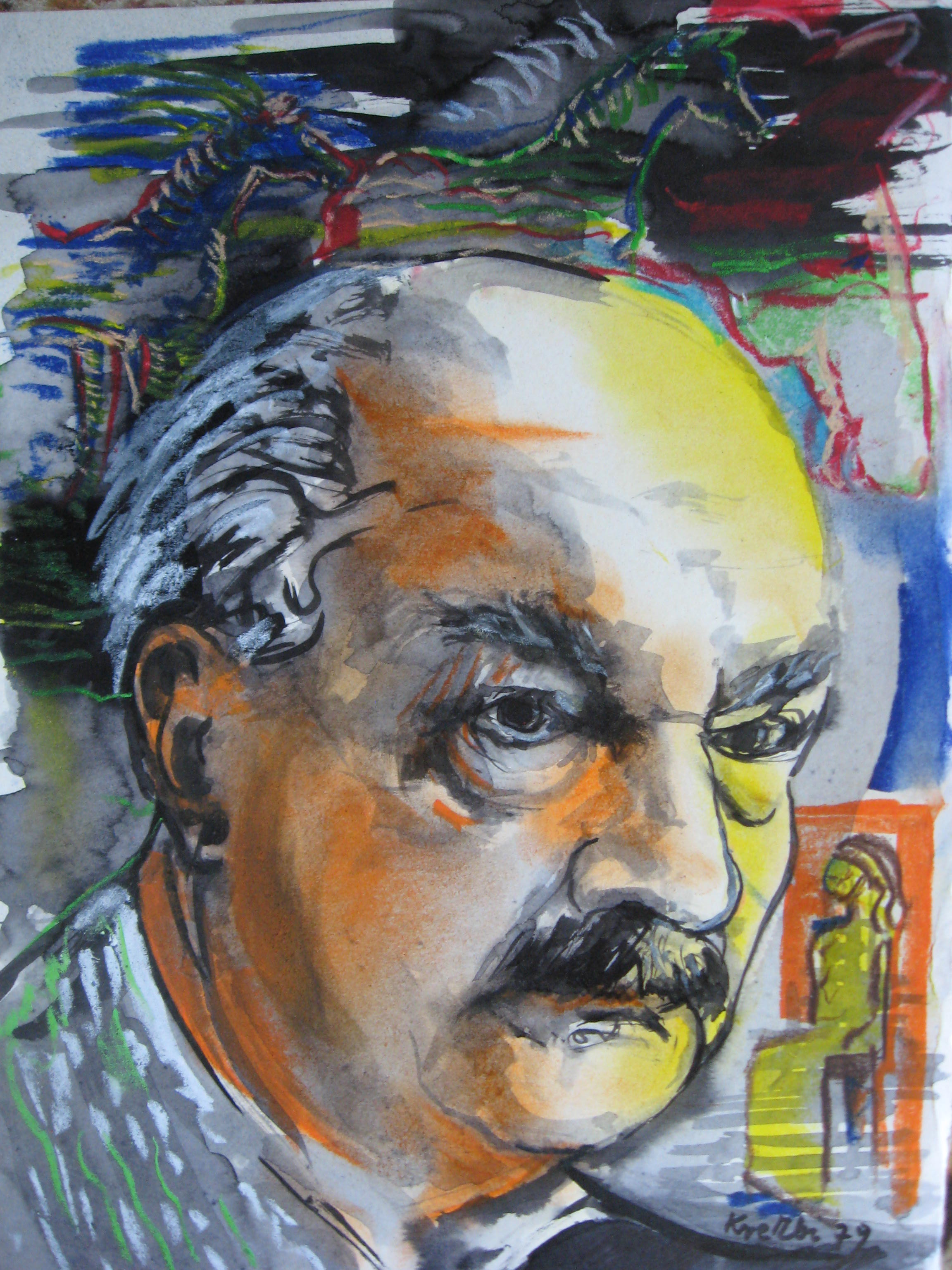
Porträt Gepperts von Zbigniew Kresowaty

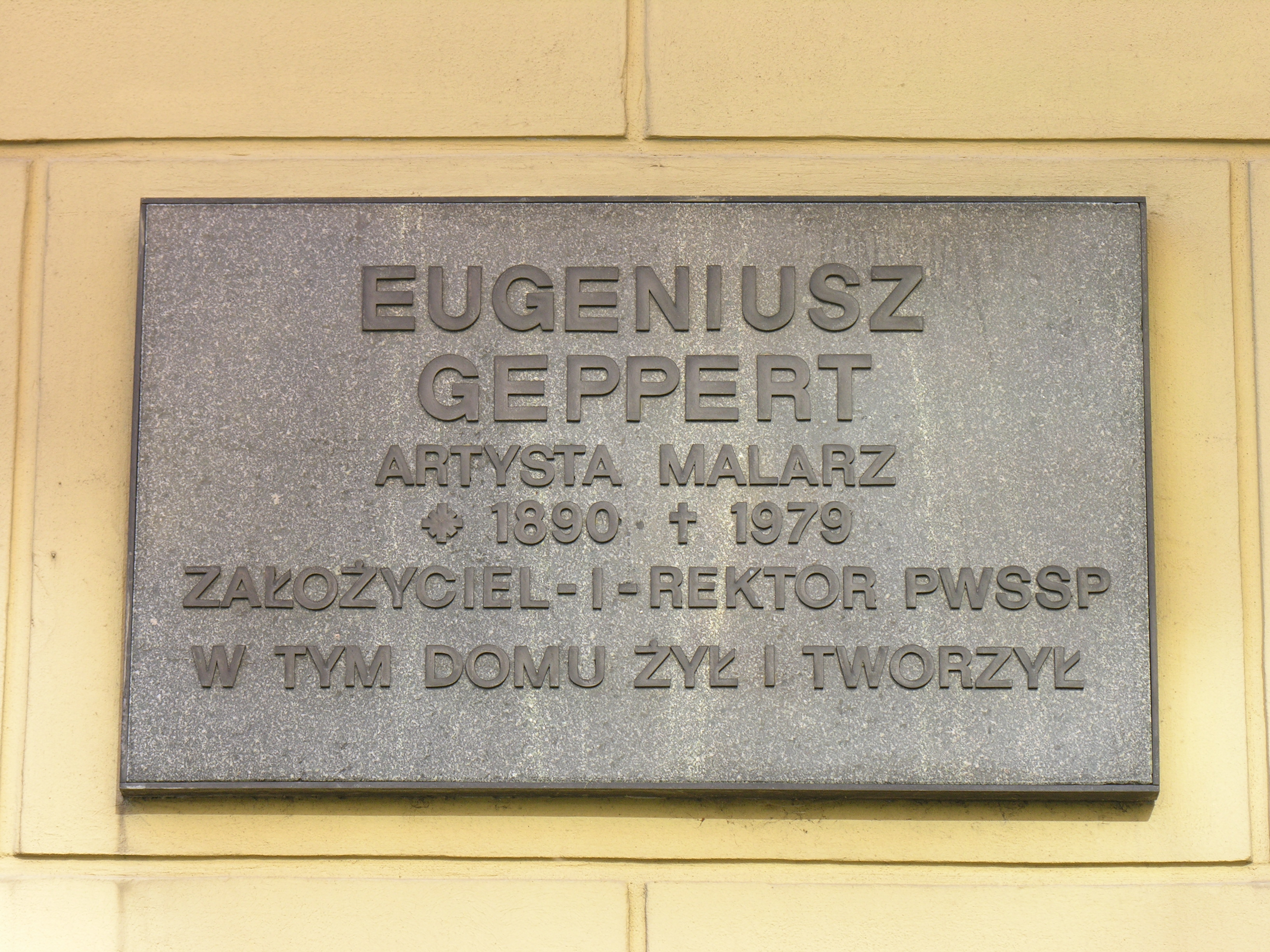
Gedenktafel in Breslau

Eugeniusz Geppert (* 4. September 1890 in Lemberg; † 13. Januar 1979 in Breslau) war ein polnischer Maler, Hochschullehrer und Wiederbegründer der Kunstakademie in Breslau. Er gilt als Vertreter des Polnischen Kolorismus.

## Leben
Geppert studierte von 1908 bis 1912 zunächst Rechtswissenschaften an der Jagiellonen-Universität in Krakau. Es schloss sich bis 1920 ein Studium der Malerei an der Akademie der Bildenden Künste Krakau unter Jacek Malczewski und Stanisław Dębicki an.
Von 1925 bis 1927 studierte er in Paris mittels eines Stipendiums der Polnischen Künstlergewerkschaft. Seit 1928 lebte er dann wieder in Krakau. Er arbeitete als Illustrator für die Zeitschriften „Czas“ und „Głos Plastyków“. Vor dem Zweiten Weltkrieg war er Mitglied der polnischen Künstlergruppen „Nowa Generacja“ (in Lemberg) und „Zwornik“. 
Nach dem Krieg zog er nach Breslau; dort war er wesentlich für die Wiedereröffnung der Akademie für Bildende Künste in Breslau verantwortlich, deren erster Nachkriegsrektor (1946 bis 1950) er wurde. Am 25. April 2008 wurde die Hochschule nach ihm benannt. In seiner Breslauer Zeit arbeitete er für die Zeitschrift „Przegląd Artystyczny“. Zwischen 1950 und 1961 sowie von 1966 bis 1974 unterhielt er ein eigenes Malstudio. 1962 war er einer der Gründer der Breslauer Künstlergruppe „Wrocław Group“. 
Geppert wurde vielfach in Polen (Lemberg, Krakau, Breslau und Warschau) – teilweise auch posthum – ausgestellt. International waren seine Werke in Paris (Herbstsalons 1925, 1927 und 1928), in Los Angeles (anlässlich der Olympiade 1932) und in Pittsburgh (International Art Exhibition, 1938) zu sehen. Geppert war Träger diverser hoher Auszeichnungen, unter anderem des Orden Polonia Restituta. Nach ihm ist ein Kunstwettbewerb in Breslau benannt: Konkurs im. Eugeniusza Gepperta. Ihm ist auch eine kleine Ausstellung im Breslauer Rybisch-Palais, in dem Geppert von 1946 bis 1979 lebte, gewidmet.

## Werk
Das Œuvre Gepperts ist eine Fortsetzung der Tradition der polnischen Romantik sowie des französischen Nachimpressionismus. In seinem frühen Werk wurde er stark von seinem Lehrer Malczewski (historische Symbolik) sowie von Piotr Michałowski (Romantik) geprägt. Es entstanden Pferde-, Reiter- und Kavalleriebildnisse. Mitte der 1920er Jahre beeinflussten ihn die Postimpressionisten Maurice de Vlaminck und Henri Edmond Cross. Es entstanden neben historischen Bildern auch farbenreiche (vor allem Blau- und Grüntöne) Porträts, Akte und Stillleben. Ab den späten 1950er Jahren wurden seine Bilder – beeinflusst von Raoul Dufy – heller und leichter.

## Eugeniusz-Geppert-Malwettbewerb
Seit 1989 wird ein zweijährlicher Malwettbewerb ausgeschrieben, der sich an junge Künstler richtet. Ab 2016 findet der Wettbewerb nur noch alle drei Jahre statt. Der Preis, der zu den renommiertesten Polens gehört, wird von den Wrocław-Galerien der Gegenwartskunst (BWA) und der Akademie der Schönen Künste in Breslau organisiert und ist mit einer Ausstellung der Werke der Teilnehmer verbunden.